# Sternbergia colchiciflora
Sternbergie à fleurs de colchique
Espèce
Classification phylogénétique
Statut CITES
La Sternbergie à fleurs de colchique (Sternbergia colchiciflora) est une espèce de plantes appartenant au genre Sternbergia et à la famille des Liliacées selon la classification classique ou des Amaryllidacées selon la classification phylogénétique.